# Seven Mile
Seven Mile es un lugar designado por el censo ubicado en el condado de Navajo en el estado estadounidense de Arizona. En el Censo de 2010 tenía una población de 707 habitantes y una densidad poblacional de 120,15 personas por km².

## Geografía
Seven Mile se encuentra ubicado en las coordenadas 33°47′18″N 109°57′31″O / 33.78833, -109.95861. Según la Oficina del Censo de los Estados Unidos, Seven Mile tiene una superficie total de 5.88 km², de la cual 5.86 km² corresponden a tierra firme y (0.4%) 0.02 km² es agua.

## Demografía
Según el censo de 2010, había 707 personas residiendo en Seven Mile. La densidad de población era de 120,15 hab./km². De los 707 habitantes, Seven Mile estaba compuesto por el 0.14% blancos, el 0.14% eran afroamericanos, el 98.73% eran amerindios, el 0% eran asiáticos, el 0% eran isleños del Pacífico, el 0.14% eran de otras razas y el 0.85% pertenecían a dos o más razas. Del total de la población el 1.84% eran hispanos o latinos de cualquier raza.